# Аргіродит
Аргіродит (від грец. άργυρωδες (аргіродес) — «багатий на срібло») — мінерал, знайдений 1885 року на руднику «Himmelsfürst Fundgrube», неподалік від міста Фрайберг. Знайдений мінерал викликав великий науковий інтерес завдяки вмісту в ньому нового хімічного елемента — германію, відкритого 1886 року Клеменсом Вінклером.
Хімічна формула — Ag8GeS6. Твердість — 2,5. Питома вага — 6,3.
Колір чорний з пурпуровим відтінком, чорний, сірий.